# Biosfera profunda
La biosfera profunda es la parte de la biosfera que reside debajo de los primeros metros de la superficie. Se extiende hasta al menos 5 kilómetros por debajo de la superficie continental y 10,5 kilómetros por debajo de la superficie del mar, a temperaturas que pueden superar los 120 °C, que es comparable a la temperatura máxima donde se ha encontrado un organismo metabólicamente activo. Incluye los tres dominios de la vida y la diversidad genética rivaliza con la de la superficie.
Los primeros indicios de vida profunda provinieron de estudios de campos petrolíferos en la década de 1920, pero no estaba seguro de que los organismos fueran autóctonos hasta que se desarrollaron métodos en la década de 1980 para prevenir la contaminación desde la superficie. Actualmente se recogen muestras en minas profundas y en programas de perforación científica en el océano y en tierra. Se han establecido observatorios profundos para estudios más amplios.
Cerca de la superficie, los organismos vivos consumen materia orgánica y respiran oxígeno. Más abajo, estos no están disponibles, por lo que utilizan "comestibles" (donante de electrones) como el hidrógeno (liberado de las rocas mediante diversos procesos químicos), el metano (CH4), compuestos de azufre reducido y amonio (NH4). "Respiran" aceptores de electrones como nitratos y nitritos, óxido de manganeso y hierro, compuestos de azufre oxidados y dióxido de carbono (CO2). Hay muy poca energía a mayores profundidades, por lo que el metabolismo es hasta un millón de veces más lento que en la superficie. Las células pueden vivir miles de años antes de dividirse y no se conoce un límite de edad.
El subsuelo representa alrededor del 90% de la biomasa en dos dominios de la vida, Archaea y Bacteria, y el 15% del total de la biosfera. También se encuentran eukarya, incluidos algunos hongos de vida multicelular y animales (nematodos, platelmintos, rotíferos, anélidos y artrópodos). Los virus también están presentes e infectan a los microbios.